# Paris Gare de Bercy

Párizs pályaudvarai és célállomásai

A Paris Gare de Bercy egy vasúti fejpályaudvar Franciaországban, Párizsban. 1977-ben nyílt meg. A pályaudvarról Artesia éjszakai vonatok közlekednek Bologna, Firenze, Pisa, Róma, Milánó és Velence felé.

## Járatok
| Vonatnem      | Kategória | Útvonal | Vonat típus | Jegyzetek |
| ------------- | --------- | --- | ----------- | --------- |
| Intercités    | Intercity | Paris Gare de Bercy - Moret-Veneux-les-Sablons - Nemours-Saint-Pierre - Souppes-Château-Landon - Montargis - Nogent-sur-Vernisson - Gien - Briare - Cosne-sur-Loire - La Charité - Pougues-les-Eaux - Fourchambault - Nevers                                            |             |           |
| TER Bourgogne | TER       | Paris Gare de Bercy - Moret-Veneux-les-Sablons - Montereau - Villeneuve-la-Guyard - Champigny-sur-Yonne - Pont-sur-Yonne - Sens - Villeneuve-sur-Yonne - Saint-Julien-du-Sault - Joigny - Laroche-Migennes - Chemilly-Appoigny - Monéteau-Gurgy - Auxerre-Saint-Gervais | B81500      |           |